# One Wish: The Holiday Album
| Đánh giá chuyên môn | Đánh giá chuyên môn |
| Nguồn đánh giá      | Nguồn đánh giá      |
| Nguồn               | Đánh giá            |
| ------------------- | ------------------- |
| Allmusic            | [ 1 ]               |
| Slant               | [ 2 ]               |

One Wish: The Holiday Album là album Giáng sinh duy nhất của ca sĩ nhạc pop và R&B người Mỹ Whitney Houston, phát hành năm 2003. Album phát hành một đĩa đơn "One Wish (for Christmas)", lọt vào top 20 trên bảng xếp hạng Billboard Adult Contemporary của Mỹ. Album đã trải qua sáu tuần trên bảng xếp hạng Billboard 200 và bán được 490.143 bản tính cho đến nay.
Album cũng có một bản song ca với cô con gái Bobbi Kristina Houston là "The Little Drummer Boy". Album này cũng sử dụng lại 2 bài hát "Joy to the World" và "Who Would Imagine a King" từ album soundtrack của bộ phim The Preacher's Wife phát hành năm năm 1996

## Danh sách bài hát
| STT              | Nhan đề                                                   | Sáng tác                                         | Sản xuất                        | Thời lượng |
| ---------------- | --------------------------------------------------------- | ------------------------------------------------ | ------------------------------- | ---------- |
| 1.               | "The First Noël"                                          | Traditional                                      | Troy Taylor                     | 3:14       |
| 2.               | "The Christmas Song (Chestnuts Roasting on an Open Fire)" | Mel Tormé, Robert Wells                          | Troy Taylor                     | 3:12       |
| 3.               | "Little Drummer Boy" (featuring Bobbi Kristina Brown)     | Katherine Davis, Henry Onorati, Harry Simeone    | Mervyn Warren                   | 4:29       |
| 4.               | "One Wish (For Christmas)"                                | Gordon Chambers, Barry Eastmond, Freddie Jackson | Gordon Chambers, Barry Eastmond | 4:12       |
| 5.               | "Cantique de Nöel (O Holy Night)"                         | Traditional                                      | Mervyn Warren                   | 3:48       |
| 6.               | "I'll Be Home for Christmas"                              | Kim Gannon, Walter Kent, Buck Ram                | Mervyn Warren                   | 3:45       |
| 7.               | "Deck the Halls/Silent Night"                             | Traditional                                      | Mervyn Warren                   | 4:29       |
| 8.               | "Have Yourself a Merry Little Christmas"                  | Ralph Blane, Hugh Martin                         | Mervyn Warren                   | 4:49       |
| 9.               | "O come, O come, Emmanuel"                                | Traditional                                      | Mervyn Warren                   | 3:06       |
| 10.              | "Who Would Imagine a King" (featuring The Nativity Choir) | Mervyn Warren, Hallerin Hilton Hill              | Mervyn Warren, Whitney Houston  | 3:30       |
| 11.              | "Joy to the World" (with The Georgia Mass Choir)          | Traditional                                      | Mervyn Warren, Whitney Houston  | 4:41       |
| Tổng thời lượng: | Tổng thời lượng:                                          | Tổng thời lượng:                                 | Tổng thời lượng:                | 43:15      |

## Xếp hạng
| Bảng xếp hạng (2003)            | Vị trí cao nhất |
| ------------------------------- | --------------- |
| US Billboard 200                | 49              |
| US Billboard R&B/Hip-Hop Albums | 14              |
| US Billboard Top Holiday Albums | 5               |